# Mal Ryder
Pour les articles homonymes, voir MAL et Ryder.
Paul Bradley Couling (né le 27 février 1944 à Llanfrechfa, au Pays de Galles), connu sous son nom de scène Mal ou Mal Ryder, est un chanteur britannique devenu populaire en Italie à la fin des années 1960, en chantant avec son groupe Mal and the Primitives.

## Biographie
Mal est le nom de scène du chanteur britannique naturalisé italien (1989) Paul Bradley Couling né à Llanfrechfa au Pays de Galles en 1944. D'abord membre des groupes musicaux pops Meteors puis des Spirits, il rejoint au milieu des années 1960 les Primitives et fréquente à Rome le Piper Club. Il s'installé en Italie avec le groupe et obtient de bons résultats de vente avec Blow up (1966). Il entreprend en parallèle une carrière d'acteur dans des Musicarelli (I ragazzi di bandiera gialla (1967), Il cavallo in doppio petto (1968) et Pensiero d'amore (1969)). Après être revenu au sommet des charts avec Furia (1977) suit une décennie difficile avant de revenir sur scène dans les années 1990, avec la version italienne de la comédie musicale  Grease. Il participe à plusieurs productions de téléréalité (L'ultimo valzer, 1999 ; La fattoria, 2005).

## Discographie
Mal Ryder & The Spirits
- 1962 : Heaven's Door/Isis
- 1963 : Cry Baby/Take Over
- 1964 : See the Funny, Little Clown/Slow Down
- 1964 : Your Friend/Forget It
- 1965 : Lonely Room/Tell Your Friend

Mal Ryder & The Primitives
- 1966 : Blow-Up (album)

Compilation
- 1987 : Mr Heartache
- 2001 : Maladjusted

EP
- 1966 : Ho Mary

Singles
- 1964 : Help Me/Let Them Tell
- 1965 : You Said/How Do You Feel
- 1965 : Every Minute of Every Day/Pretty Little Face
- 1966 : Oh Mary/I Don't Feel Myself
- 1966 : Yeeeeeeh!/L'ombra di nessuno
- 1967 : L'incidente/Johnny no!

### Discographie en soliste
Album
- 1967 : Sua eccellenza Mal dei Primitives (comme Mal dei Primitives)
- 1968 : Mal dei Primitives (comme Mal dei Primitives)
- 1969 : Mal
- 1973 : Wer liebt ist nie allein
- 1975 : Parlami d'amore
- 1976 : Chiudi gli occhi e ascoltami
- 1977 : Le canzoni di Furia
- 1979 : Uomo squalo ed altre storie
- 1980 : Mal
- 1981 : Silhouette (comme Paul Bradley)
- 1991 : Yeeeah
- 1994 : Via con te
- 1996 : Quella luce negli occhi
- 2000 : Cerco amore
- 2005 : Pensiero d'amore
- 2006 : Pop Christmas With Mal
- 2006 : Il ritorno di Furia
- 2007 : Romantica (avec Éva Henger)
- 2009 : Attimi
- 2009 : Quante volte
- 2012 : Mal
- 2013 : La musica del cuore
- 2017 : La donna che c'è in te
- 2019 : Grazie Piper

## Filmographie partielle
- I ragazzi di Bandiera Gialla, de Mariano Laurenti (1967)
- Le Cheval aux sabots d'or, de Norman Tokar (1968)
- Pensiero d'amore, de Mario Amendola (1969)
- Amore Formula 2, de Mario Amendola (1970)
- Lacrime d'amore, de Mario Amendola (1970)
- Terzo canale (Avventura a Montecarlo), de Giulio Paradisi (1970)